# ISDB
 (mai 2025).

Utilisation des principaux formats de télédiffusion numérique dans le monde.

L'ISDB est une norme japonaise de diffusion de télévision et radio numérique. Définie [Quand ?] par l'ARIB, une organisation de standardisation japonaise, elle comporte plusieurs sous-normes, qui sont l'ISDB-T (pour la diffusion dite terrestre), l'ISDB-S (pour la diffusion par satellite) et l'ISDB-C (pour la diffusion par câble). L'ISDB-T est elle-même découpée en deux normes dites 1seg et 13seg, la première étant prévue pour la réception sur appareil mobile.
Cette norme est principalement utilisée au Japon et en Amérique du Sud et Centrale. La vidéo diffusée est encodée au format MPEG-2 au Japon et en H.264 dans les autres pays. ISDB-S3 peut être encodé en HEVC.
L'accès conditionnel, qui permet de n'autoriser que certains terminaux à afficher certaines chaînes (pour la télévision payante par exemple), est défini dans la norme ARIB STD-B25. Cet accès conditionnel fait appel à l'algorithme de chiffrement par bloc MULTI2.

## ISDB-T
Version terrestre.

### 1seg
Partie du signal ISDB-T destinée aux appareils tels que les téléphones.
1seg au Japon transmet à 15 images par seconde, tandis que c'est 30 au Brésil. Il faut donc faire attention aux capacités de l'appareil que l'on achète.

### ISDB-Tmm
Dérivé de 1seg destiné aux appareils mobiles plus modernes.

### ISDB-Tsb
Dérivé de 1seg destiné à transmettre seulement de l'audio.

### ISDB-Tb
Le Brésil a apporté des améliorations (par exemple, H.264) qui ont été traduites par le standard appelé SBTVD, ISDB-Tb, ISDB-T International ou encore SATVD (Argentine). C'est ce standard qui est proposé par le Japon et le Brésil dans le monde.
MPEG-H Audio, HLG, et SL-HDR1 ont été ajoutés à ISDB-Tb en 2019.

## ISDB-C
Version câblée.

## ISDB-S
Version satellite.

### ISDB-S3
Nouvelle version satellite prenant en charge 4K, 8K, HDR, HFR et l'audio 22.2.

## Évolution
Une nouvelle version terrestre devrait être proposée en 2020 et approuvée en 2021.
Celle-ci aurait des capacités 4K, 8K, HDR, HFR, et audio immersif.
Il a été suggéré d'utiliser la compression vidéo VVC.

## Pays et territoires qui utilisent les systèmes SBTVD et ISDB-T
Le tableau suivante compile la liste des pays qui ont adopté officiellement les systèmes SBTVD et ISDB-T.
| Amérique   | Asie        | Afrique  |
| ---------- | ----------- | -------- |
| Brésil     | Japon       | Botswana |
| Pérou      | Philippines | Angola   |
| Argentine  | Maldives    |          |
| Chili      | Sri Lanka   |          |
| Venezuela  |             |          |
| Équateur   |             |          |
| Paraguay   |             |          |
| Costa Rica |             |          |
| Bolivie    |             |          |
| Uruguay    |             |          |
| Honduras   |             |          |
| Guatemala  |             |          |
| Nicaragua  |             |          |
| Salvador   |             |          |